# Migdolus punctatus
Migdolus punctatus là một loài bọ cánh cứng trong họ Cerambycidae.